# Jing Ruixue
Jing Ruixue (n. 4 iulie 1988, Zizhou County⁠(d), Shaanxi, Republica Populară Chineză) este o luptătoare ce a reprezentat Republica Populară Chineză, medaliată olimpică. A participat la o ediție a Jocurilor Olimpice (2012) în care a câștigat o medalie de argint.

## Participări
Lista de mai jos prezintă principalele competiții la care a participat Jing Ruixue de-a lungul carierei.
- wrestling at the 2012 Summer Olympics – women's freestyle 63 kg[*]